# Elektroakustyka
Elektroakustyka – dziedzina techniki i nauki łącząca w sobie elementy akustyki i elektroniki, zajmująca się przetwarzaniem fal akustycznych na prąd elektryczny i na odwrót, za pomocą przetworników elektroakustycznych.